# Noordrijns voetbalkampioenschap 1917/18
In 1917/18 werd het zestiende Noordrijns voetbalkampioenschap gespeeld, dat georganiseerd werd door de West-Duitse voetbalbond. 
Door de perikelen in de Eerste Wereldoorlog was er geen verdere eindronde voor de kampioenen.

## Eindstand

### Groep Düsseldorf
| Plaats | Club                        | Wed. | W | G | V | Saldo | Ptn.  |
| ------ | --------------------------- | ---- | - | - | - | ----- | ----- |
| 1.     | Düsseldorfer SV Viktoria 02 | 10   |   |   |   | 38:18 | 16:4  |
| 2.     | Düsseldorfer SC 1899        | 10   |   |   |   | 35:23 | 16:4  |
| 3.     | SC Union 05 Düsseldorf      | 10   |   |   |   | 32:21 | 10:10 |
| 4.     | Düsseldorfer SV 04          | 10   |   |   |   | 31:21 | 10:10 |
| 5.     | BV 04 Düsseldorf            | 10   |   |   |   | 18:19 | 6:14  |
| 6.     | FC Borussia 06 Düsseldorf   | 10   |   |   |   | 7:59  | 0:20  |

|  | Play-off finale |

Finale
| Team 1                      | Uitslag | Team 2               |
| --------------------------- | ------- | -------------------- |
| Düsseldorfer SV Viktoria 02 | 4:2     | Düsseldorfer SC 1899 |

### Groep Aken

#### District Düren
VfJuV 1896 Düren werd kampioen, verdere eindstanden zijn niet meer bekend.

#### District Aken
| Plaats | Club                   | Wed. | W | G | V | Saldo | Ptn. |
| ------ | ---------------------- | ---- | - | - | - | ----- | ---- |
| 1.     | FC Alemannia Aachen    | 8    | 6 | 0 | 2 | 21:9  | 12:4 |
| 2.     | SC 09 Erkelenz         | 8    | 5 | 1 | 2 | 21:16 | 11:5 |
| 3.     | FC Alemannia Aachen II | 8    | 4 | 1 | 3 | 23:12 | 9:7  |
| 4.     | FC Porcetia Aachen     | 8    | 2 | 0 | 6 | 19:29 | 4:12 |
| 5.     | Borussia Eschweiler    | 8    | 2 | 0 | 6 | 12:30 | 4:12 |

|  | Geplaatst voor finale |

Finale
| Team 1      | Uitslag  | Team 2           |
| ----------- | -------- | ---------------- |
| VfJuV Düren | 1:4, 1:5 | Alemannia Aachen |

### Groep München-Gladbach
| Plaats | Club                          | Wed.           | W              | G              | V              | Saldo          | Ptn.           |
| ------ | ----------------------------- | -------------- | -------------- | -------------- | -------------- | -------------- | -------------- |
| 1.     | FC Eintracht München-Gladbach | 10             |                |                |                | 41:10          | 17:3           |
| 2.     | VfB 1904 Krefeld              | 10             |                |                |                | 32:12          | 16:4           |
| 3.     | FC Union 05 Krefeld           | 10             |                |                |                | 47:22          | 12:8           |
| 4.     | Krefelder FC Preussen 1895    | 10             |                |                |                | 16:36          | 7:13           |
| 5.     | Rheydter SpV 05               | 10             |                |                |                | 15:29          | 6:14           |
| 6.     | SC Preußen Uerdingen          | 10             |                |                |                | 4:46           | 0:20           |
| 7.     | FC 1894 München-Gladbach      | Teruggetrokken | Teruggetrokken | Teruggetrokken | Teruggetrokken | Teruggetrokken | Teruggetrokken |

|  | Groepswinnaar |